# Rifa'a al-Tahtawi

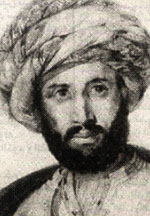
Rifāʿa al-Tahṭāwī, 1801-1873.

Rifāʿa al-Tahtāwī (Tahta, 15 ottobre 1801 – Il Cairo, 27 maggio 1873) è stato uno scrittore egiziano.

## Biografia
Abū l-ʿAzm Rifāʿa Rāfiʿ b. Badawī al-Ṭahṭāwī (in arabo رفاعة الطهطاوي‎?) fu uno scrittore, un giornalista, uno storico, un docente, un traduttore, un egittologo e un intellettuale egiziano. Tahtawi fu tra i primi studiosi egiziani a scrivere di cultura occidentale, in uno sforzo di comprensione e di conciliazione fra il pensiero islamico e quello occidentale. Fondò la Scuola di Lingue nel 1835 e operò in modo ammirevole per lo sviluppo delle scienze, del diritto, della letteratura e dell'egittologia nel XIX secolo in Egitto. La sua opera ha grandemente influenzato quella di numerosi studiosi, incluso Muhammad Abduh.

### Retroterra culturale
Tahtawi nacque nel 1801 nel villaggio di Ṭahṭa, a sud di Asyūṭ, l'anno stesso in cui le truppe francesi evacuavano l'Egitto, al termine della Campagna d'Egitto napoleonica. Nel 1817 divenne studente di al-Azhar e, grazie alle raccomandazioni espressa dal suo insegnante e mentore Hasan al-ʿAṭṭār (1766-1834), fu incluso in un gruppo di studenti inviato per volere di Mehmet Ali a Parigi nel 1826 per approfondire le proprie conoscenze su un modello-Paese d'avanguardia in Europa, come la Francia.

Numerosi studenti furono inviati dall'Egitto in Europa già dai primi del XIX secolo per studiare arti e scienze nelle università europee e acquisire le necessarie competenze nel campo della stampa, dell'ingegneria e delle moderne tecniche militari. Secondo le sue memorie, intitolate Riḥla (Viaggio [a Parigi]), Tahtawi studiò etica, filosofia sociale e politica, matematica e geometria. Entrò in amicizia con Antoine-Isaac Silvestre de Sacy (1758-1838) ed Edme François Jomard (1777-1862) e lesse, tra gli altri, i lavori di Condillac, Voltaire, Rousseau, Montesquieu e Bezout durante quel suo soggiorno.
Nel 1831, Tahtawi tornò in patria, per prender parte alla storica impresa di modernizzare le infrastrutture educative egiziane. Intraprese la carriera di scrittore e traduttore e fondò la Scuola di Lingue nel 1835. Diplomando numerosi futuri intellettuali egiziani, la Scuola divenne uno dei primi circoli culturali moderni del Paese, in cui si formarono le future leve politiche e culturali dell'Egitto chediviale, ostili al prepotente colonialismo britannico che mirava a portare l'Egitto all'interno della sua orbita imperiale.
Tre dei suoi libri di filosofia politica e di filosofia morale furono pubblicati qui, facilitando l'ingresso dell'Egitto in una sorta di Illuminismo, sia pur tardivo, in grado di affrontare in maniera concreta il problema dell'autoritarismo politico, dei diritti politici e della libertà. Le sue concezioni su quale cammino dovesse intraprendere una moderna società arabo-islamica e l'Egitto in particolare influenzarono notevolmente la sua generazione e quelle future, in una prospettiva d'interesse pubblico generale. L'opera di Tahtawi costituì il primo impegno intellettuale della Rinascita islamica (nahda) e di quel Riformismo islamico che fiorì tra il 1860 e il 1940.

### Egittologia
Tahtawi fu fondamentale nel diffondere l'interesse nei confronti del retaggio culturale dell'antico Egitto. Nel 1868 pubblicò un volume sulla storia dell'antico Egitto, composto da un certo numero di componimenti poetici religiosi e scrisse due altre storie generali sull'età faraonica. Il suo lavoro sull'antico Egitto convinse Jean-François Champollion a pubblicare una relazione sull'avanzamento dei propri lavori durante il soggiorno a Parigi di Tahtawi. Tahtawi fondò il giornale al-Waqāʾiʿ al-Miṣriyya e fu cofondatore, con Ali Mubarak, l'architetto del moderno sistema scolastico egiziano, di una scuola indigena di Egittologia che prendeva come ispirazione il sistema medievale egiziano di studio dell'antico Egitto, della sua storia, lingua e cultura. Tahtawi incoraggiò i suoi compatrioti ad affrontare lo studio delle scienze moderne, dagli europei se necessario, sull'esempio del faraone Psammetico I, che aveva chiesto l'aiuto dei Greci per organizzare il suo esercito. Nei suoi scritti, egli vedeva i moderni egiziani come gli eredi dell'antica civiltà faraonica ed esortò i suoi compatrioti a dimostrare "amor di patria".

## Opere

### Scritti di Tahtāwī
- Takhlīṣ al-ibrīz ilā talkhīs Bārīz (1834), scritto durante il soggiorno di Tahtawi in Francia (tradotto in tedesco da K. Stowasser sotto il titolo Ein Muslim entdeckt Europa, Lipsia-Weimar, 1988, e in francese da A. Louca sotto il titolo L'Or de Paris, Parigi, 1988).
- Manāhij al-albāb al-miṣriyya fī mabāhij al-ādāb al-ʿaṣriyya (1869), sulle concezioni di Tahtawi circa la modernizzazione.
- "The honest guide for education of girls and boys", pubblicato nel 1873, riflettente i principali precetti di Tahtawi in campo educativo.
- Anwār Tawfīq al-Jalīl fī akhbār Miṣr wa tawthīq banī Ismāʿīl ("Le luci di Tawfiq al-Gialil riguardo alle notizie sull'Egitto e ai discendenti di Ismaʿil", prima parte della "Enciclopedia della Storia", pubblicata nel 1868, delineante la storia dell'antico Egitto fino all'avvento dell'Islam.
- "A thorough summary of the biography of Mohammed", pubblicato dopo la morte di Tahtawi, riguardante un resoconto dettagliato della vita del profeta Maometto e l'istituzione politica, giuridica e amministrativa del primo Stato islamico.
- "Towards a simpler Arabic grammar", pubblicato nel 1869.
- "Grammatical sentences", pubblicato nel 1863.
- "Egyptian patriotic lyrics", scritto in lode del Chedivè Sa'id e pubblicato nel 1855.
- "The luminous stars in the moonlit nights of Al-Aziz", collezione di scritti congratulatori rivolti ad alcuni esponenti della nobiltà, pubblicato nel 1872.

### Traduzioni di Tahtawi
- " The history of ancient Egyptians", pubblicato nel 1838.[6]
- "The Arabization of trade law", pubblicato nel 1868.[6]
- "The Arabization of the French civil law", pubblicato nel 1866.[6]
- "The unequivocal Arabization approach to geography", pubblicato nel 1835.[6]
- "Small-scale geography", pubblicato nel 1830.[6]
- "Metals and their use", pubblicato nel 1867.[6]
- "Ancient philosophers", pubblicato nel 1836.[6]
- "Principals of engineering", pubblicato nel 1854.[6]
- "Useful metals", pubblicato nel 1832.[6]
- "Logic", pubblicato nel 1838.[6]
- "Sasure's engineering", pubblicato nel 1874.[6]
- "General geography".[6]
- "The French constitution".[6]
- "On health policies".[6]
- "On Greek mythology".[6]